# Kościół Najświętszego Serca Pana Jezusa w Zduńskiej Woli-Karsznicach
Kościół Najświętszego Serca Pana Jezusa w Zduńskiej Woli-Karsznicach – rzymskokatolicki kościół parafialny należący do parafii pod tym samym wezwaniem (dekanat łaski archidiecezji łódzkiej). Znajduje się w Karsznicach, osiedlu Zduńskiej Woli.
Budowa świątyni została rozpoczęta 10 maja 1985 roku. Kościół został projektowany przez architekta Mirosława Rybaka. Budowla jest murowana, wzniesiona została w stylu nowoczesnym, na planie sześciokąta, symetryczna, bryła zamknięta jest kaskadowymi dachami. Nawa główna oraz dwie przylegające kaplice są rozdzielone zakrystią. Świątynia została konsekrowana 28 września 1997 roku przez arcybiskupa Władysława Ziółka.
Do wyposażenia kościoła należą: ołtarze marmurowe – główny Najświętszego Serca Jezusowego, boczne: św. Katarzyny Aleksandryjskiej i Matki Boskiej Nieustającej Pomocy, w kaplicach: Miłosierdzia Bożego i Matki Boskiej Fatimskiej, ambonki murowane – umieszczone przy ołtarzu głównym i w kaplicy Miłosierdzia Bożego, tabernakulum pancerne – obustronne, murowana chrzcielnica, dwa dzwony z mikroprocesorowym sterownikiem: na wieży i dzwonnicy obok świątyni, organy elektroniczne „Jubilate”, stacje Drogi Krzyżowej wyrzeźbione w drewnie lipowym, cztery konfesjonały dębowe, osiemdziesiąt sześć ławek dębowych, podstawa marmurowa pod feretron Chrystusa Miłosiernego i św. Faustyny znajdująca się w kaplicy Miłosierdzia Bożego.